# Casa Josep Arnan
La Casa Josep Arnan és un edifici del municipi de Sant Pere de Riudebitlles (Alt Penedès) que forma part de l'Inventari del Patrimoni Arquitectònic de Catalunya.

## Descripció
La casa Josep Arnan és un edifici entre mitgeres situat dins el nucli més antic de la vila, a prop de l'Ajuntament. Consta de planta baixa, pis i golfes, i presenta dues façanes. La façana davantera té portal adovellat d'arc de mig punt, obertures rectangular distribuïdes irregularment i coronament amb ràfec. La façana posterior té finestres rectagulars emmarcades amb motllures de pedra, i mènsules. A l'interior es conserva una porta de pedra amb arc conopial.